# Bitwa pod Szentandrás
Bitwa pod Szentandrás (węg. Szentandrási csata, rum. Bătălia de la Sânandrei, niem. Schlacht bei Sanktandreas) rozegrała się w 1552 roku w pobliżu Aradu, na prawym brzegu Maruszy, koło
obecnego Sânandrei, między segedyńskimi oraz biharskimi hajdukami a Turkami w czasie oblężenia Temeszwaru. Uważa się, że odbyła się 23 lipca 1552 roku, ale z braku pewnych informacji, trudno określić to w precyzyjny sposób. W czasie starcia, większa liczebnie i lepiej przygotowana konnica turecka, dosłownie rozniosła oddział Mihálya Tótha, który próbował dostarczyć posiłki oblężonemu w Temeszwarze Istvánowi Losonciemu.
W czasie tureckiej kampanii 1552 roku tylko bitwy pod Szentandrás i pod Palástem były starciami, w których próbowano stawić Turkom czoła na otwartym polu.

## Przesłanki
Wiosną 1552 roku Turcy z ponad 30-tysięcznym wojskiem wyruszyli przeciwko Węgrom. W Siedmiogrodzie już od 1551 roku stacjonowały austriacko-hiszpańsko-niemiecko-włosko-czeskie oddziały pod dowództwem Giambattisty Castaldo. Wojsko to znajdowało się w stanie kompletnej degrengolady, a turecko-tatarsko-rumuńskie oddziały trzymały je w szachu.
Dowodzący główną armią turecką Kara Ahmed, wielki wezyr, rozpoczął oblężenie Temeszwaru, który stanowił ważne ogniwo w łańcuchu zamków położonych wzdłuż Maruszy. Zamku twardo bronił István Losonci na czele węgierskich, hiszpańskich, czeskich i niemieckich żołnierzy, ale wraz z upływem czasu zaczęło brakować zarówno pieniędzy przeznaczonych na opłacenie najemników, jak i zapasów żywności.
Losonci powiadomił swoją żonę, Annę Pekry, by spróbowała zorganizować posiłki. Kochająca męża Anna, zastawiła swoje kosztowności, a pieniądze przekazała Istvánowi Földváriemu, aby za nie zwerbował żołnierzy oraz zakupił proch i żywność. Sędziemu segedyńskiemu, Mihályowi Tóthowi już wcześniej wysłano 6 tys. forintów, za które sędzia utrzymywał 200 hajduków, którzy uczestniczyli wcześniej w starciu z Turkami pod Segedynem.
Földvári zgromadził swoje wojsko wraz z hajdukami Tótha pod Lippą. Generał Castaldo rozkazał
żupanowi biharskiemu Tamásowi Varkócsowi, by wraz ze swoimi hajdukami również do nich dołączył. Tysiąc hajduków Varkócsa z działami oraz zapasami prochu i żywności podporządkowało się Tóthowi.

## Bitwa
Tóth miał nadzieję, że z małym oddziałem dostanie się do zamku. Swoich żołnierzy nie poinformował jednoznacznie o celu wyprawy i zamiarach, ponieważ gorzej wyszkolonym hajdukom „odwaga mogłaby pójść w pięty”, gdyby dowiedzieli się, że mają przerwać blokadę głównych sił tureckich.
Oddział Tótha rozłożył się obozem pod Aradem, a on sam z 500 konnymi wyruszył w stronę Temeszwaru i kiedy przeprawili się przez Maruszę, Tóth zdradził im cel. Hajducy przestraszyli się i zaczęli szemrać i im byli bliżej Turków, tym bardziej ulegała rozluźnieniu dyscyplina. Wielu już wtedy chciało uciekać. Tóth błagał ich, by zostali na miejscu, później zaczął grozić, a nawet biciem próbował przekonać tchórzliwych hajduków.
Wkrótce po dotarciu pod Szentandrás znowu próbowali się rozdzielić. Wtedy znajdujące się w pobliżu tureckie posterunki zaalarmowały natychmiast jeden ze swoich oddziałów kawalerii. O wiele większy oddział wroga natychmiast zaatakował ich z zaskoczenia. Hajducy całą drogę szli pieszo, trzymając konie za uzdy i wielu nie miało czasu, by wskoczyć na siodła, tak więc rozpędzeni tureccy kawalerzyści momentalnie wycięli ich w pień. Właściwie tylko Tóth walczył z Turkami jak równy z równym, jednak kiedy został raniony, również on zaczął uciekać i ledwo udało mu się ujść z życiem.
Zdobyczne wozy i konie Turcy przyprowadzili do swojego obozu, a głowy stu spośród zabitych hajduków przerzucili następnego dnia do zamku.
Klęska Tótha pod Szentandrás przypomina porażkę sprzed lat pod Segedynem, gdzie z powodu tchórzostwa i braku dyscypliny nie udało się uzyskać powodzenia i odbić miasta.

## Następstwa
Ranny Tóth ukrył się w krzakach, skąd później zabrał go do swojego domu miejscowy szlachcic imieniem Ambrózi. Ambrózi opatrzył go, a kiedy Tóth już nieco doszedł do siebie, wrócił do obozu pod Aradem. Mimo porażki, próbował zmniejszony do 1200 osób oddział przerzucić do Temeszwaru, ale hajducy byli już tak przerażeni, że więcej nie dało się namówić ich do walki. Oddział całkowicie się rozpadł i każdy uciekał na własną rękę.
Los nieszczęsnego Istvána Losonciego został tym samym przypieczętowany. Zdesperowany dowódca zamku spełnił żądanie hiszpańskich dowódców, by poddać zamek wielkiemu wezyrowi, który już wcześniej obiecywał załodze i mieszkańcom swobodny wymarsz. Podczas wychodzenia z miasta, Losonci wraz z resztą swoich ludzi został mimo to przez Turków zmasakrowany.
W tej wojnie, poza akcją Mihálya Tótha, tylko w 1556 roku dokonano próby uwolnienia obleganych. Miklósowi Zrínyiemu udało się odepchnąć siły tureckie spod Szigetváru. Następną akcję ratunkową przeprowadzono dopiero w 1566 roku pod położoną na północnym Zadunaju Palotą.